# Мазацал
Мазацал (англ. Mazatzal Mountains) — горный хребет на юге центральной части штата Аризона, США. Расположен примерно в 30-45 милях к северо-востоку от города Финикс. Гребень хребта формирует границу между округами Марикопа и Хила. Высшая точка хребта — гора Мазацал, высота которой составляет 2409 м над уровнем моря. Вторая по высоте — гора Фор-Пикс (2334 м); является наиболее видимым ориентиром в восточной части агломерации Финикса.

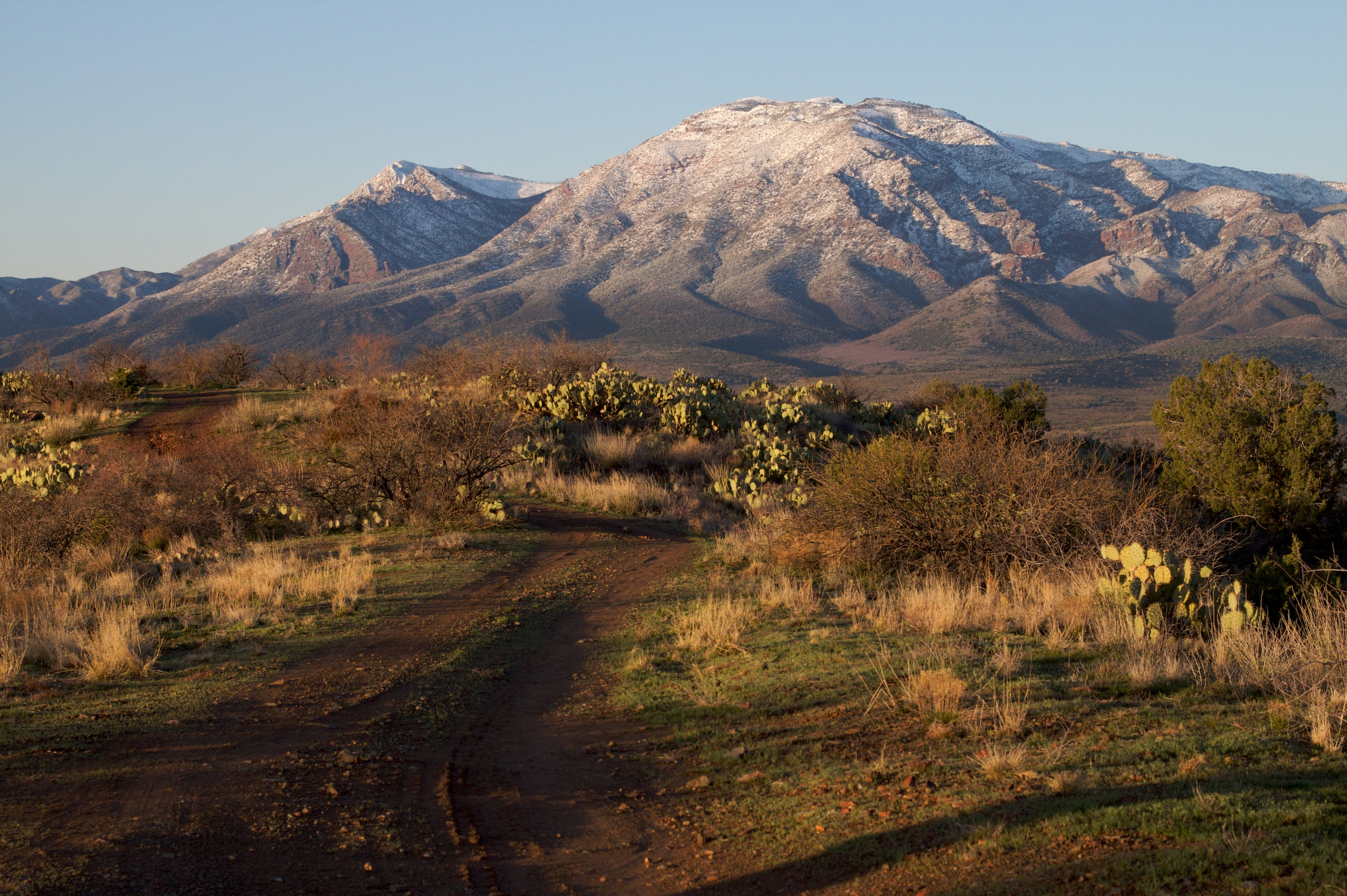
Восточная сторона хребта

Точное происхождение названия хребта неизвестно. Возможно, оно ацтекского происхождения и означает «оленье место». Часть хребта входит в территорию национальных лесов Тонто и Коконино. Склоны покрыты кустарником и сосновыми лесами. На востоке склоны часто разрезаны каньонами.